# Gilbert Garache
Pour les articles homonymes, voir Garache.
Gilbert Garache, né le 9 mai 1918 à La Bazoche-Gouet et mort le 17 octobre 2005 à Maisons-Laffitte, est un militaire, résistant et fonctionnaire français, Compagnon de la Libération. Sous-officier des troupes coloniales, il décide de se rallier à la France libre au début de la Seconde Guerre mondiale et participe aux combats en Afrique, au Proche-Orient, en Italie et en France. grièvement blessé à la fin de la guerre, il devient par la suite administrateur des colonies et occupe plusieurs postes en Afrique.

## Biographie

### Jeunesse et engagement
Enfant de négociants, Gilbert Garache naît le 9 mai 1918 à La Bazoche-Gouet en Eure-et-Loir. Après ses études secondaires il suit les cours de l'école nationale de la France d'outre-mer mais, plutôt que de servir dans l'administration coloniale, il choisit de s'engager dans l'armée en 1938.

### Seconde Guerre mondiale
En poste au 24e régiment mixte colonial à Tripoli au Liban au début de la guerre, le sergent Garache refuse l'armistice du 22 juin 1940 et, en compagnie de son commandant d'unité Raphaël Folliot et d'une centaine d'autres camarades, il s'enfuit vers la Palestine pour rallier la France libre. Renforcé par d'autres hommes ayant fui le régime de Vichy, l'unité prend le nom de 1er bataillon d'infanterie de marine. Au sein de cette dernière, Gilbert Garache participe aux combats en Libye puis à la campagne de Syrie en juin 1941. Muté au bataillon de marche no 11 en octobre 1941, il participe à l'entraînement de celui-ci sous les ordres de Xavier Langlois avant de prendre part avec cette unité à la guerre du Désert à partir d'avril 1942. Il est présent lors de la seconde bataille d'El Alamein en octobre de la même année puis à la campagne de Tunisie en mai 1943.
Après avoir été promu aspirant, il est engagé dans la campagne d'Italie et, son chef ayant été grièvement blessé, est amené à prendre le commandement de sa section. À la tête de ses hommes, ils se distingue lors de l'attaque de Chiaia en mai 1944, déminant les alentours de la zone pour permettre le passage des troupes alliées et mettant hors de combat un char Tigre. Promu sous-lieutenant, il participe au débarquement de Provence le 15 août 1944 et à la bataille de Toulon qui s'ensuit. Suivant l'avancée des troupes alliées lors de la libération de la France, il prend part à la bataille des Vosges et se distingue au combat le 25 septembre 1944 à Lyoffans dans le secteur de Belfort. Le lendemain, à Lomontot, un éclat d'obus de mortier le blesse grièvement à l'abdomen. Contraint de cesser les combats, il est cependant promu lieutenant.

### Après-guerre
Une fois démobilisé, Gilbert Garache tire profit de son diplôme de l'école d'outre-mer et intègre l’administration coloniale. Devenu administrateur de la France d'outre-mer, il part pour le Tchad où il sert pendant treize ans en tant que chef de district puis chef de région. Il est ensuite affecté à l'ambassade de France à Bangui dans la toute nouvelle République centrafricaine. De retour en métropole en 1962, il travaille au ministère des affaires économiques pendant un an avant de retourner au Tchad en tant que préfet. De retour en France il entre au secrétariat général de la régie Renault où il exerce de 1966 à 1953.
Gilbert Garache meurt le 2005 à Maisons-Laffitte dans les Yvelines et y est inhumé.

## Décorations
|  |  |  |  |  |  |
|  |  |  |  |  |  |
|  |  |  |  |  |  |

| Commandeur de la Légion d'honneur                                    | Commandeur de la Légion d'honneur                                    | Commandeur de la Légion d'honneur                                    | Compagnon de la Libération                                           | Compagnon de la Libération                                           | Compagnon de la Libération                                           | Croix de guerre 1939-1945 Avec une palme et deux étoiles de bronze                                      | Croix de guerre 1939-1945 Avec une palme et deux étoiles de bronze                                      | Croix de guerre 1939-1945 Avec une palme et deux étoiles de bronze                                      | | | |
| Médaille des blessés Avec deux étoiles                               | Médaille des blessés Avec deux étoiles                               | Médaille des blessés Avec deux étoiles                               | Médaille de la Résistance française                                  | Médaille de la Résistance française                                  | Médaille de la Résistance française                                  | Médaille coloniale Avec agrafes "Libye" et "Tunisie"                                                    | Médaille coloniale Avec agrafes "Libye" et "Tunisie"                                                    | Médaille coloniale Avec agrafes "Libye" et "Tunisie"                                                    | | | |
| Médaille commémorative des services volontaires dans la France libre | Médaille commémorative des services volontaires dans la France libre | Médaille commémorative des services volontaires dans la France libre | Médaille commémorative des services volontaires dans la France libre | Médaille commémorative des services volontaires dans la France libre | Médaille commémorative des services volontaires dans la France libre | Médaille commémorative française de la guerre 1939-1945 Avec agrafes "Libération", "Italie" et "France" | Médaille commémorative française de la guerre 1939-1945 Avec agrafes "Libération", "Italie" et "France" | Médaille commémorative française de la guerre 1939-1945 Avec agrafes "Libération", "Italie" et "France" | Médaille commémorative française de la guerre 1939-1945 Avec agrafes "Libération", "Italie" et "France" | Médaille commémorative française de la guerre 1939-1945 Avec agrafes "Libération", "Italie" et "France" | Médaille commémorative française de la guerre 1939-1945 Avec agrafes "Libération", "Italie" et "France" |